# Léa Parker
Pour les articles homonymes, voir Parker.
Léa Parker est une série télévisée française en 50 épisodes de 52 minutes, créée par Nicolas Durand-Zouky, Jean-Benoît Gillig et Jeanne Le Guillou et diffusée entre le 29 février 2004 et le 15 octobre 2006 sur M6 et rediffusée sur Téva, Série Club et sur W9. Un épisode pilote, Boxe Thai, a été réalisé en 2002 avec l'actrice Delphine Malachard dans le rôle de Léa Parker. Non diffusé, le scénario a été repris, remanié, dans la première saison avec Sonia Rolland.

## Synopsis
Léa Parker est agent d'élite au sein de la DOS (Division des opérations spéciales), une cellule secrète de la police nationale. Elle ne peut donc révéler sa véritable profession à personne de son entourage et utilise les archives comme couverture. Seul son père est au courant, puisqu'il est aussi son patron.

## Distribution
- Sonia Rolland : Léa Parker
- Luc Bernard : Maximilien Plastrone
- Matthieu Tribes : Benoît Morin
- Julie Boulanger : Camille Parker
- Gaëtan Wenders : James Nicolais (l'espion)
- Guillaume Gabriel : Nicolas
- Alexandre Le Provost : Alexandre « Alex » Fisher
- Sonia Mankaï : Claire Mendes
- France Zobda : Anne Parker

## Épisodes

### Première saison (2004)
1. Épisode pilote (exclusivité DVD)
2. Grand Hôtel
3. Boxe Thaï
4. Comédie musicale
5. Casino clandestin
6. Kidnappée
7. L'Appât
8. Virus
9. La Liste noire
10. Mise à pied
11. Serpent de jade
12. La Fac
13. La Recrue
14. Haute tension
15. Chaos
16. Trahison
17. Manèges
18. Racket
19. Trafic de luxe
20. Révélations – 1re partie
21. Révélations – 2e partie

### Deuxième saison (2005-2006)
1. Pont neuf
2. Belles de nuit
3. Souffle court
4. La Loi du cirque
5. Les Mariannes
6. Trafic portuaire
7. Manipulations
8. Contrefaçon
9. Combat clandestin
10. Double jeu
11. Risque majeur
12. En immersion
13. Braqueurs
14. Le Solitaire
15. Copie conforme - 1re partie
16. Copie conforme - 2e partie
17. Ondes mortelles
18. La Loi du silence
19. Prise d'otage
20. Chinatown
21. L'Hippodrome
22. Poison mortel
23. Chantage
24. En voie de disparition
25. Hôtel de luxe
26. Effet de serre
27. Entre la vie et la mort
28. Le Ballet
29. Menaces
30. L'Appel du cœur